# Elateropsis quinquenotatus
Elateropsis quinquenotatus là một loài bọ cánh cứng trong họ Cerambycidae.